# マシュー・ディカーソン
マシュー・ディカーソン（Mathew Dickerson）は、オーストラリアの政治家、実業家。ダボ市長。

## 経歴
ニューサウスウェールズ州ダボで生まれ育つ。2004年にダボ市議会議員となり、2005年から2007年及び2010年に同副市長を務め、2011年4月に市長に選出。2016年の市議会合併で退任、2021年に再び市長に立候補して返り咲く。
実業家として6つの会社経営を経営、24回のビジネス関連の表彰を受けている。メンサ会員で家族は妻と4人の子供。

## 姉妹都市交流での娘をめぐる騒動
2024年4月2日、ダボと姉妹都市である岐阜県美濃加茂市に家族や市関係者とともに来日した際、翌3日に市内のスナックで行われた歓迎会の二次会で同市議会副議長の永田徳男がカラオケを歌っているとき、永田がディカーソンの20代の娘の下半身にマイクを近付けるセクシャルハラスメントのような行動をとったため物議を醸した。
この行動は同月6日に両市関係者がやりとりする中で判明、後日、歓迎会の様子を撮影した映像で確認、4月中旬には美濃加茂市のウェブサイトにも問題視する投書があり、美濃加茂市市長の藤井浩人は同月24日にディカーソン宛てにメールで謝罪文を送った。
永田は当初、この件を故意ではないと否定しており、同月5月8日に酔っていたから記憶がない、よろけて近付いてしまったと発言していたが、翌9日に謝罪、同月10日に副議長を辞任した。
同月9日にディカーソンはコメントを出し、当時このことがあって驚き妻らと顔を見合せ、翌日に家族で話したが重くは捉えていなかったという。娘は騒動について、問題に感じたが僅かな間のことで家族が一緒だったため安心しており、これ以上、今回の件を論じたくはなく、一家らは謝罪を受け入れ、ディカーソンは姉妹都市関係にも影響はないとしている。